# Иди, Синди
Синди Иди (англ. Cindy Eadie; род. 21 сентября 1982, Брантфорд, Онтарио) — канадская софтболистка и хоккеистка, участница летних Олимпийских игр 2004 года, обладательница множества личных наград Национальной женской хоккейной лиги.

## Спортивная биография
В 2004 году Синди выступила на летних Олимпийских играх в Афинах. Иди приняла участие во всех играх софтбольного турнира и вместе со сборной Канады заняла 5-е место.
Помимо софтбола Синди профессионально занималась хоккеем. Выступала на позиции голкипера за такие команды, как «Брамптон Тандер», «Миссиссога Чифс» и «Уилфрид Лорье Голден Хоукс». В 2008 году спортсменка закончила хоккейную карьеру и перешла на тренерскую работу.